# Linia kolejowa Gościno – Sławoborze
Linia kolejowa Gościno – Sławoborze – rozebrana linia kolejowa wąskotorowa łącząca Gościno ze Sławoborzem. Linia została otwarta 22. września 1895 roku. Na całej swojej długości posiadała rozstaw szyn wynoszący 1000 mm. Przed 1959 rokiem nastąpiło zamknięcie dla ruchu pasażerskiego odcinka Gościno – Lepino Trójkąt. 28. lipca 1991 roku zamknięty dla ruchu pasażerskiego i towarowego został odcinek Lepino Trójkąt – Sławoborze, jednak oficjalne jego zamknięcie odbyło się dopiero w 1996 roku. Po 1. września 2006 roku linia została rozebrana. Do dziś można natknąć się na ślady obecności linii kolejowej w postaci resztek rozjazdów, torów oraz oznakowania kolejowego.